# Orhită
Orhita este inflamația testiculelor. Poate implica, de asemenea, umflături, dureri și infecții frecvente, în special ale epididimului, ca și în epididimită. Termenul provine din greaca veche ὄρχις care înseamnă „testicul”; aceeași rădăcină ca și orhideea.

## Semne și simptome
Simptomele orhitei sunt similare cu cele ale torsiunii testiculare. Acestea pot include:
- hematospermie (sânge în spermă)
- hematurie (sânge în urină)
- durere severă
- umflarea vizibilă a unui testicul sau a testiculelor și adesea a ganglionilor limfatici inghinali de pe partea afectată.

## Cauze
Orhita poate fi legată de epididimită, infecție care se poate răspândi la testicule (numită atunci „epididimorhită”), uneori cauzată de bolile cu transmitere sexuală chlamydia și gonoreea. A fost raportată și la bărbați infectați cu bruceloză. Orhita poate fi observată și în timpul oreionului activ, în special la băieții adolescenți.
Orhita ischemică poate rezulta din deteriorarea vaselor de sânge ale cordonului spermatic în timpul herniorefiei inghinale și poate duce, în cel mai rău caz, la atrofie testiculară.

## Diagnostic

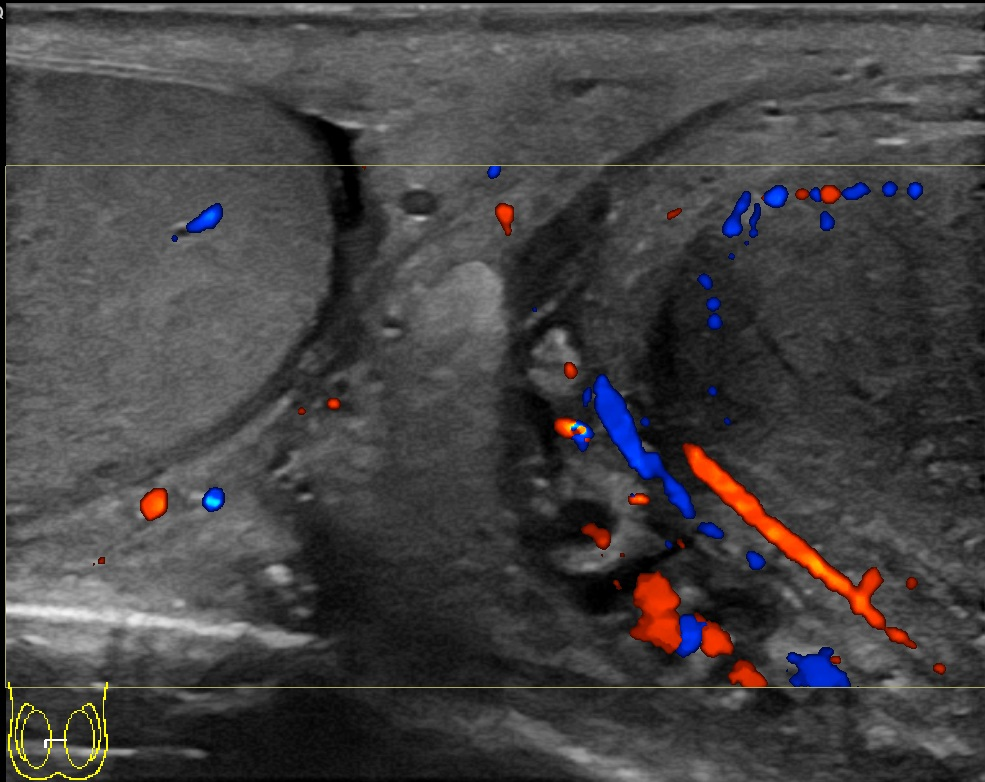
Doppler ultrasound of the scrotum, in the axial plane, showing orchitis (as part of epididymo-orchitis) as hypoechogenic and slightly heterogenic left testicular tissue (right in image), with an increased blood flow. There is also swelling of peritesticular tissue.

Diagnosticul orhitei se face prin analize medicale de sânge, de urină și ecografic:
- sânge - VSH ridicat;
- urină - test de cultură și de sensibilitate;
- scanare cu ultrasunete.

## Tratament
În majoritatea cazurilor în care orhita este cauzată de epididimită, tratamentul este cu un antibiotic oral, cum ar fi cefalexina sau ciprofloxacina, până la eliminarea infecției. În ambele cauze, medicamentele antiinflamatoare nesteroidiene, cum ar fi naproxenul sau ibuprofenul, sunt recomandate pentru ameliorarea durerii. Uneori, medicamentele pentru durere mai puternice din categoria opiaceelor sunt solicitate și sunt prescrise frecvent de către medici cu experiență din departamentul de urgență.

## Alte animale
Orhita nu este rară la tauri și berbeci. A fost descrisă și la cocoși.